# البنك الوطني السلوفاكي

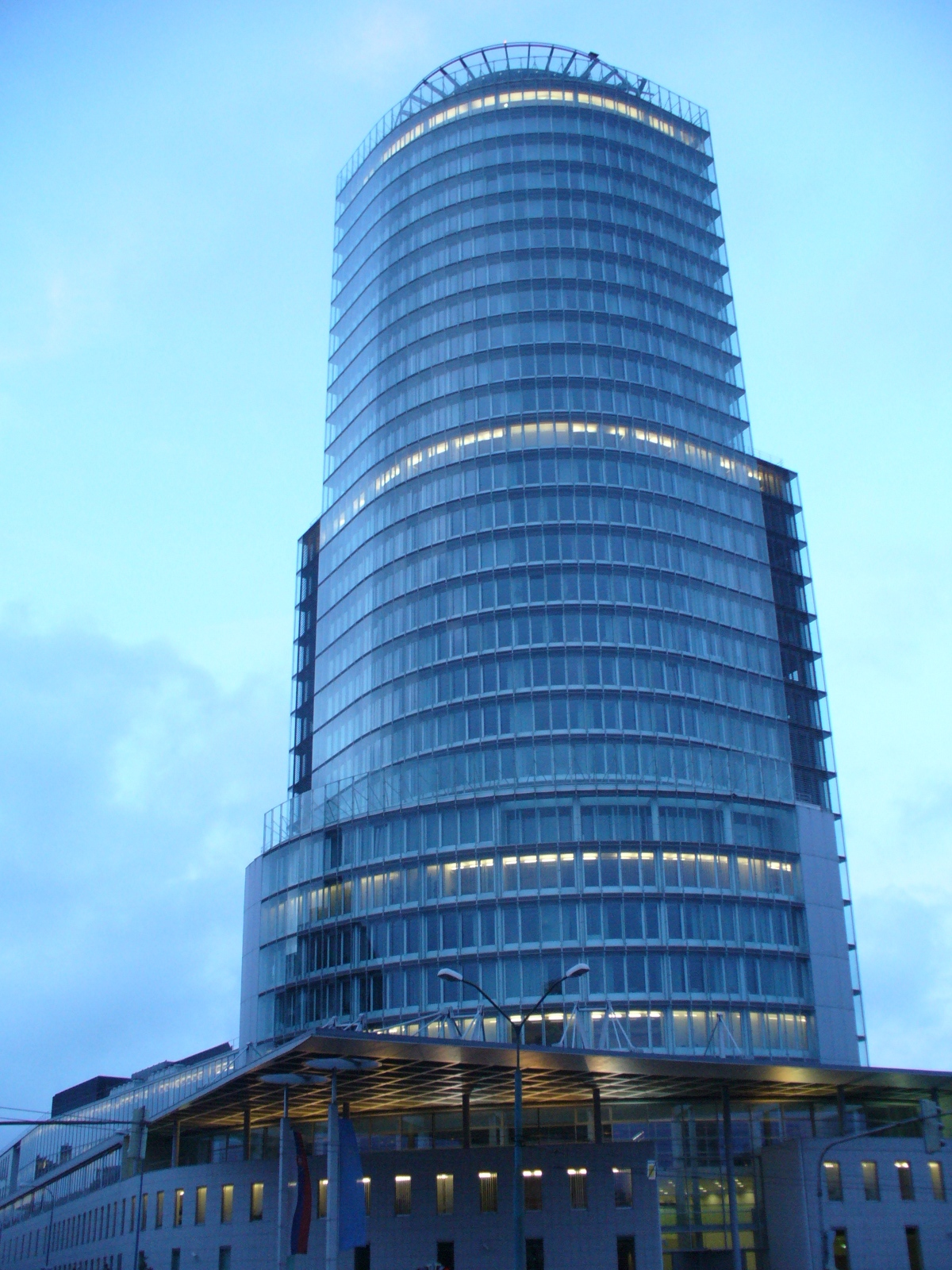
مقر البنك الوطني السلوفاكي

البنك الوطني السلوفاكي (بالسلوفاكية: Národná banka Slovenska)‏ ، هو البنك المركزي لسلوفاكيا ، وهو عضو في الاتحاد الأوروبي والنظام الأوروبي للبنوك المركزية . منذ 1 يناير 2009 ، كان أيضًا عضوًا في نظام اليورو .
لديها 9 فروع إقليمية وهي متفوقة على جميع البنوك في سلوفاكيا .

## روابط خارجية
- الموقع الرسمي لبنك سلوفاكيا الوطني